# 고이데 쇼타
고이데 쇼타(일본어: 小井手 翔太, 1981년 9월 29일 ~ )는 일본의 전 축구 선수이다.

## 구단 경력
과거 사간 도스, 가이나레 돗토리, 나콘랏차시마, 그루자 모리오카에서 활동하였다.